# دنور (ویرجینیای غربی)
دنور (به انگلیسی: Denver) یک منطقهٔ مسکونی در ایالات متحده آمریکا است که در شهرستان پرستون، ویرجینیای غربی واقع شده‌است. دنور ۶۱۶٫۹۲ متر بالاتر از سطح دریا واقع شده‌است.